# أول إن واندر

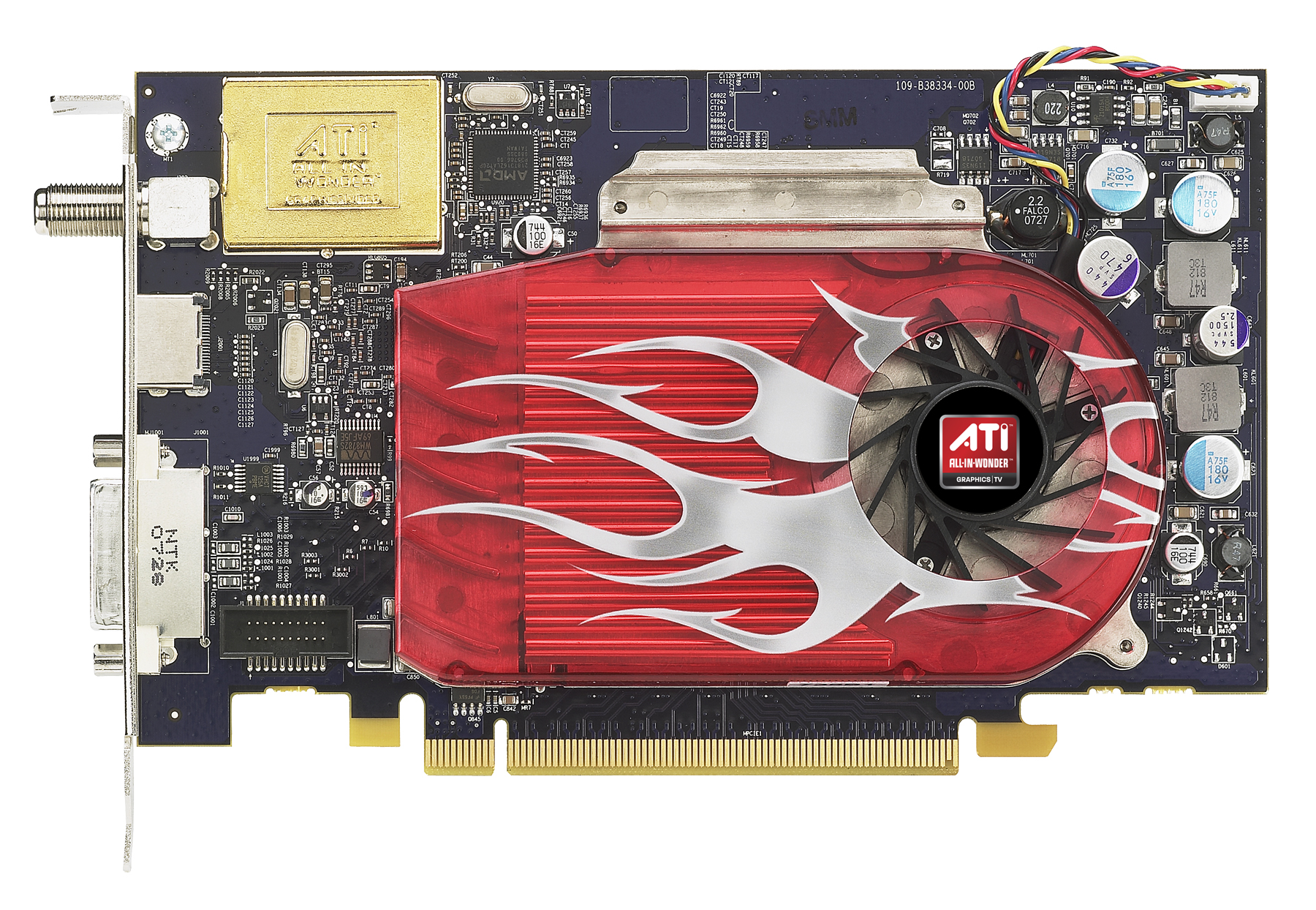
صورة لبطاقة العرضAll-in-Wonder

أول إن واندر (بالإنجليزية: All-in-Wonder) وهي مزيج من بطاقات العرض المرئي وبطاقات موالف التلفاز في بطاقة واحدة تصنع من قبل شركة إي تي آي. وقد تم عرضها في الأسواق في 11 نوفمبر 1996. وكانت قد قامت الشركة باستخدام اسم واندر سابقًا في سلسلة من بطاقات عرض مرئي ولكنها لم تحتوي على وحدات موالف التلفاز. وهي أيضًا تصنع بطاقات موالف التلفاز تحمل اسم وندر مثل تي في واندر (TV Wonder). وفي البداية كانت تحتوي على وحدات معالجة الرسوميات من سلسلة ريج ثم من سلسلة ريدون، وكانت تصنع من قبل شركة إي تي أي بشعار (Built by ATI) أو من قبل شركة أخرى بشعار (Powered by ATI).